# Chiesa di San Palmerio (Bortigali)
La chiesa di San Palmerio è un edificio religioso che si trova a Bortigali. Edificata e consacrata al culto cattolico, fa parte della parrocchia di Santa Maria degli Angeli, diocesi di Alghero-Bosa. È stata la chiesa parrocchiale del paese sino alla costruzione di quella attuale.

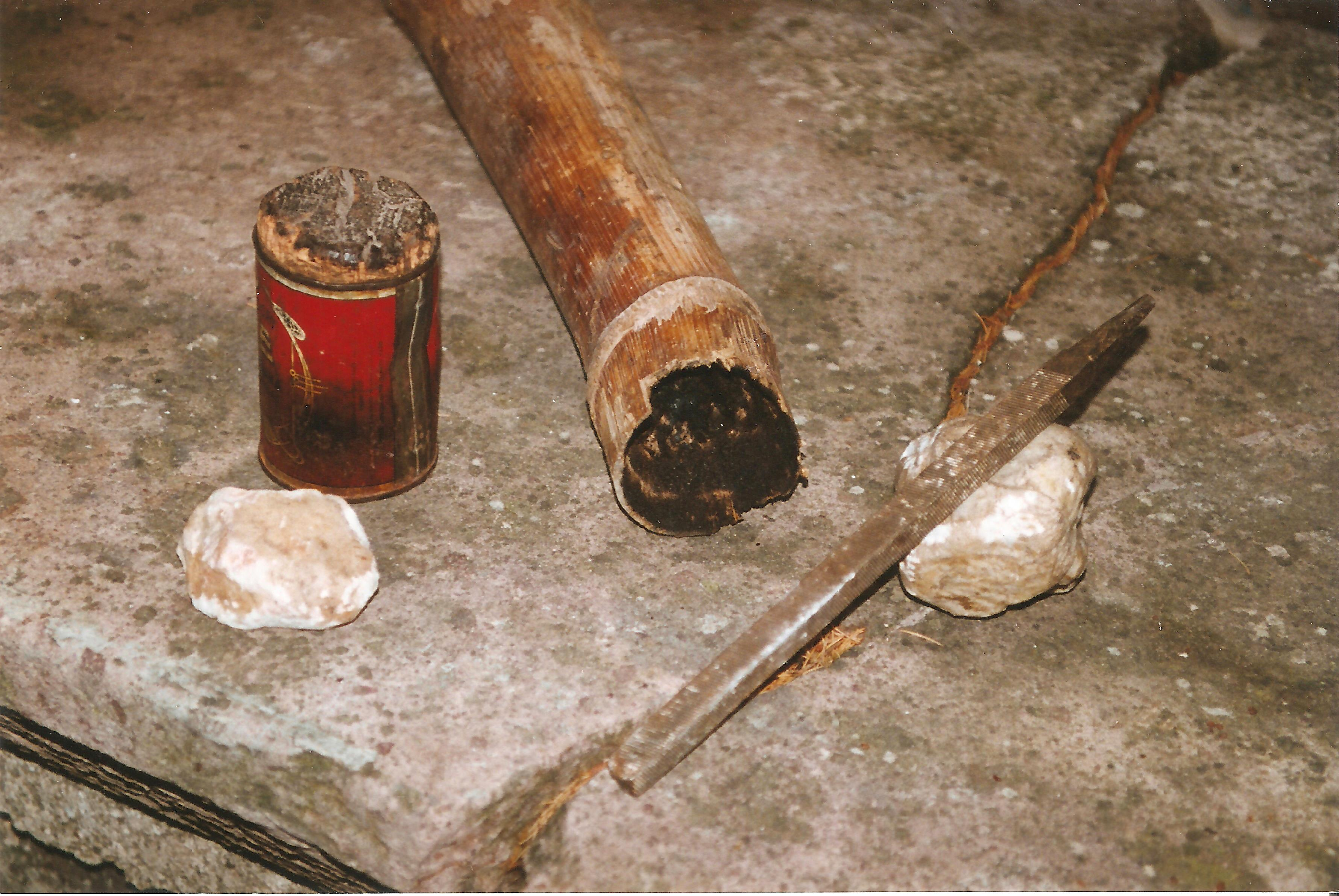
Il materiale utilizzato per l'accensione di "su fogu virgine".

## Descrizione
L'edificio è ubicato nel centro storico del paese e si trova in prossimità della piazza Parrocchia, a poca distanza dalle chiese di Santa Maria degli Angeli e del Rosario.  La chiesetta dalla struttura molto semplice nonostante le sue dimensioni piuttosto minute, presenta una particolarità misteriosa: ha solo due navate. Questo è un fatto piuttosto raro probabilmente attribuibile al fatto che la terza navata, quella di destra, sia stata distrutta o crollata e mai ricostruita. Suggestiva anche per l’ambiente in cui è inserita,  ha subito diverse aggiunte e rimaneggiamenti anche recenti..  Conserva all'esterno un antico altare non datato oggetto di ritrovamento a seguito di scavi per il rifacimento della pavimentazione interna che probabilmente anticiperebbe la datazione della chiesa ed una bella acquasantiera in trachite bruno-rossa, della fine del XVI secolo, con la vasca ornata da baccellature rinascimentali. È sede della Confraternita del Soccorso o delle Anime (detta anche di San Palmerio), alla cui istituzione, avvenuta nel 1777, riportano sia il relativo documento vescovile conservato in sagrestia, sia la scritta nella campana del piccolo campanile a vela posta sul lato sinistro della facciata, scritta che dice, alla seconda riga: AN 1779 PURG ORAT FUNDATOR DN IOSEF PASSINO PRIOR (anno 1779 – Oratorio (delle anime) del Purgatorio – fatta fabbricare dal Priore Don Giuseppe Passino). La Confraternita ha, tra gli incarichi istituzionali (il principale è quello dell’accompagnamento dei defunti) anche quello di mantenere la tradizione di “su fogu virgine”, cioè dell’accensione del fuoco (simbolo religioso di luce e di vita) la sera del Sabato Santo. Questa operazione avviene ancora col metodo arcaico dell’acciarino e della pietra focaia (da cui il termine “virgine”), le cui scintille innescano la fiamma in una carbonella di ferula. Al suo interno sono presenti antiche statue in legno di dominazione Spagnola tra cui la 'Madonna del Soccorso' e 'San Palmerio'.